# 惠格萊恩 (新澤西州)
惠格萊恩（英語：Whig Lane）是位於美國新澤西州塞勒姆縣的非建制地區。

## 歷史
惠格萊恩的郵局於1884年設立，其後於1906年停運。

## 地理
惠格萊恩所處的海拔為高於海平面44米（即144英呎），而該地所採用的時區為UTC-5，即北美东部时区（EST）。同時該地設有夏令時間，為UTC-5調快一小時，即UTC-4（EDT）。